# Meyenia
Meyenia, monotipični biljni rod iz porodice primogovki smješten u tribus Thunbergieae, dio potporodice Thunbergioideae. Jedina vrsta je M. hawtayneana, lijana iz južne Indije, Assama, Mjanmara, Vijetnama i Bangladeša 

## Opis
Penjačice, grančice četverokutne. Listovi 6-9 x 3-4,5 cm, jajoliki, na vrhu ušiljeni, na bazi srcasti; peteljke do 1,5 cm. Cvjetovi pojedinačni, aksilarni; brakteole ca 1,5 x 0,5 cm; čaška do 2,5 cm, nejasno 5-režnjevita; vjenčić 5 x 4 cm u promjeru, ljubičast, režnjevi jajasti, do 1 cm; prašnika 4, u parovima, uključeni, niti do 1,8 cm; jajnik ca 3 x 2 mm, čunjast, stanica 2-ovulirana, vrh do 3 cm, stigma dvoslojna, uvijena. Kapsula do 3 x 1,5 cm, okruglasta, kljunasta; sjemenki 4, oko 4 mm u promjeru, okruglaste. Cvatnja i plodonošenje: veljača-travanj. Rod je ponekad uključen u Thunbergije.

## Sinonimi
- Thunbergia coerulea Wight ex Nees; Wall. Pl. As. Rar. 3: 78 (1832)
- Thunbergia cordifolia Wall.; Numer. List no. 769 (1829), nom. inval.
- Thunbergia erecta Nees; Wall., Pl. Asiat. Rar. 3: 78 (1832), pro syn.
- Thunbergia hawtayneana Wall.; Tent. Fl. Nap. 49 (1825)
- Thunbergia hawtaynii T.Anderson; J. Linn. Soc., Bot. 9: 448 (1867), orth. var.

## Vanjske poveznice
- India Flora Online